# Mimosa biuncifera
El garabatillo (Mimosa biuncifera) es un arbusto de la familia fabaceae. También se conoce como uña de gato, casirpi, garruño, gatillo, gatuño, huizache, shashne y shaminí en Otomí. Alcanza hasta 3 m de alto. Habita desde el Sur de Estados Unidos hasta el sur de México, en matorrales y bosques secos. Se le encuentra desde los 1300 a los 2500 metros sobre el nivel del mar. Sus ramas maduras formando ángulos de 60-70°, grisáceas, rollizas a estriadas, puberulentas, glabrescentes, armadas con aguijones infraestipulares, pareados o a veces solitarios, raramente en grupos de tres, recurvados.